# جادور (عطر)
جادور (بالفرنسية: J'adore) (تعني «أحب»، وعبارة تكملة لماركة ديور) هو عطر للنساء تم إنشاؤه عام 1999 بواسطة كاليس بيكر من أجل عطورات كريستيان ديور. اكتشف بعض نقاد العطور تغييرًا في الوصفة منذ الإطلاق في عام 1999.

## جوائز
لمدة عامين متتاليين (في 2000 و2001)، فاز جادور بجائزة فيفي كأفضل عطر نسائي لهذا العام. كما فاز بجائزة فيفي لأفضل حملة إعلانية تلفزيونية في عام 2007.[بحاجة لمصدر]